# Quake Champions
Quake Champions is een first-person shooter die werd ontwikkeld door id Software en uitgegeven door Bethesda Softworks. Het spel verscheen alleen voor Windows. Op 4 juni 2017 kwam het spel uit als gesloten beta, en op 23 augustus 2017 werd het spel uitgebracht op Steam als vroegtijdige toegang.

## Ontwikkeling
Quake Champions werd aangekondigd tijdens de E3 van 2016. Volgens een trailer zou het spel een grote hoeveelheid personages krijgen, elk met unieke eigenschappen. Het spel zou niet gepubliceerd worden voor spelcomputers vanwege hardwarebeperkingen.
Een concept van het spel bestond al in 2013, toen de ontwikkelaars werkten aan een opvolger van Quake. Het plan was om substantiële verbeteringen aan te brengen, om beter te kunnen concurreren met andere FPS-spellen uit die tijd. Toen er een aantal prototypen getest werden met de Quake Live-engine, namen de ontwikkelaars kennis van de ontwikkeling van Doom. Sabre Interactive werd ingeroepen om aan het spel te werken, omdat het project volledig gescheiden was van Quake Live. Als gevolg hiervan maakt Quake Champions gebruik van een hybride combinatie van de grafische engines id Tech en de Sabre Interactive-engine van Saber Tech.
Tijdens de E3 van 2018 maakte Bethesda bekend dat het spel een free-to-play mogelijkheid zou krijgen. Spelers die zich zouden aanmelden konden het spel gratis blijven spelen na de lanceerdatum.

## Spel

### Maps
- Awoken
- Blood Covenant
- Blood Run
- Burial Chamber
- Church of Azathoth
- Corrupted Keep
- Lockbox
- Molten Falls
- Ruins of Sarnath
- Tempest Shrine
- Vale of Pnath
- Citadel
- Tower of Koth

### Personages
Quake Champions heeft zestien karakters of zogenaamde "kampioenen". Elk personage heeft een unieke kracht of vaardigheid. Personen met een ° zijn nieuw in de serie.
| - Anarki - Athena - B.J. Blazkowicz ° - Clutch ° - Doom Slayer - Eisen - Galena ° - Keel | - Death Knight - Nyx ° - Ranger - Scalebearer ° - Slash - Sorlag - Strogg & Peeker - Visor |

### Spelmodi
Het spel bevat vijf soorten spelmodi, sommige hiervan bevatten geen hulpmiddelen en anderen spelen in teamverband. Elk van de spelmodi heeft een ander doel en vaak een andere strategie. Ook zijn er alternatieve spelmodi, met een minder serieuze regelset, die om de zoveel tijd in en uit de rotatie worden gehaald.
- Duel
- Deathmatch
- Instagib
- Team Deathmatch
- Sacrifice
- Slipgate
- Clan Arena

### Wapens
Spelers hebben in totaal acht wapens tot hun beschikking. Zo zijn sommige wapens beschikbaar aan het begin van elk spel, afhankelijk van de arena en het type spel waarin men vecht. Wapens met bijbehorende munitie zijn meestal te vinden op specifieke punten waar de speler op dat moment speelt.
- Handschoen
- Zwaar machinegeweer
- Super Nailgun
- Super Shotgun
- Rocket Launcher
- Lighting Gun
- Railgun
- Tribolt